# Observatorio de Višnjan
El observatorio de Višnjan, Zvjezdarnica Višnjan o Višnjan Observatory está situado en Zvjezdarnica Višnjan (Croacia). Es un observatorio astronómico situado cerca de la aldea de Višnjan en Croacia. Su dirección está a cargo de Korado Korlević.
El observatorio está acreditado por el Centro de Planetas Menores con 1750 con asteroides descubiertos.
El observatorio trabaja en varios programas de verano para jóvenes interesados en la astronomía, la arqueología, la biología marina y otras disciplinas realizando así Campamento de Ciencia de la Juventud, la Escuela de la Ciencia de Verano y la Escuela de Astronomía de Višnjan.

## Asteroides descubiertos
Algunos de ellos son:
- (9429) Poreč el 14 de marzo de 1996.
- (11706) 1998 HV4 el 20 de abril de 1998.
- (12123) 1999 OS el 18 de julio de 1999.
- (12124) 1999 RG3 el 6 de septiembre de 1999.
- (12512) 1998 HW7 el 21 de abril de 1998.
- (12541) 1998 PD1 el 15 de agosto de 1998.